# Jean-Paul Demoule
Jean-Paul Demoule   (Neuilly-sur-Seine, 7 d'agost de 1947) és un arqueòleg i prehistoriador francès. Professor de Protohistòria Europea a la Universitat París 1 (Panthéon-Sorbonne) i membre de l'Institut Universitari de França. Ha presidit l'Institut National de Recherches Archéologiques Préventives (INRAP) de 2001 a 2008.

## Biografia
Jean-Paul Demoule va descobrir la seva vocació d'arqueòleg a l'edat de set anys a través de la lectura de llibres sobre l'antic Egipte Fou alumne de l'École Normale Supérieure, doctor en Història de l'art i arqueologia (1975), doctor en prehistòria (1979) i doctor d'Estat en lletres (1992).
Ha duit a terme excavacions en el marc del programa de rescat regional de la vall de l'Aisne, a Grècia i a Bulgària. S'ha interessat en particular amb els problemes de l'arqueologia preventiva i ha participat en l'elaboració de la llei francesa de l'arqueologia preventiva i en la creació de l'Institut National de Recherches Archéologiques Préventives (INRAP), que va presidir de 2001 a 2008.
L'octubre del 2011 esdevingué membre de l'Institut Universitari de França.
Els seus treballs tracte de l'Europa del Neolític i sobre les societats de l'edat del ferro, sobre la història de l'arqueologia i sobre el seu paper en la societat, també sobre les seves construccions ideològiques i, en aquest sentit, sobre la qüestió indoeuropea.

## Mais où sont passés les indo-européens?
En aquesta obre Demoule tracta, amb un alt nivell de documentació, la història ideològica del plantejament de la qüestió indoeuropea, des dels seus orígens a l'actualitat. En aquesta panoràmica intel·lectual posa al descobert el que hi ha d'ideologia i d'invenció en unes tesis molt sovint mancades d'evidències arqueològiques i que es troben a la gènesi de l'antisemitisme i el "racisme científic". En particular aprofundeix en la incidència d'aquestes teories en les posicions de la "Nouvelle Droite" i de les ideologies racistes contemporànies, analitzant la posició del mitòleg francès Georges Dumézil amb les seves contradictòries relacions amb l'extrema dreta de Charles Maurras i Action Française. El llibre conclou afirmant que les hipòtesis que fins ara s'han manejat respecte al "bressol originari" o urheimat dels indoeuropeus (estèpica, anatòlica, balto-escandinava...), com també la gènesi de les llengües indoeuropees actuals explicada com si si fos un arbre genealògic (stammbaum), no són les úniques possibles i, potser, ni tan sols les més lògiques d'acord amb l'estat actual de les recerques.
Els lingüistes criticaren durament aquest llibre per la seva manca de mètode et múltiples errors.

## Obres
- Jean-Paul Demoule. La France de la préhistoire, Mille millénaires des premiers hommes à la conquête romaine. Éditions Fernand Nathan, 1990, 200 p. ISBN 2092906011
- Jean-Paul Demoule. Les Gaulois. Paris: Hachette, 1995, 100 p. ISBN 2011666619.
- Jean-Paul Demoule. Chronologie et société des nécropoles celtiques de la culture Aisne-Marne du VI au III siècle avant notre ère. Revue archéologique de Picardie, 15 spécial. Centre de Recherche Archeologique de la Vallée de l'Oise, Amiens,1999.
- Jean-Paul Demoule. Guide des méthodes de l'archéologie. Éditions La Découverte,2009. ISBN 9782707158253.
- Jean-Paul Demoule. L'archéologie. Entre science et passion. París: Éditions Gallimard, 2005.
- Jean-Paul Demoule. Naissance de la figure. L'art du paléolithique à l'âge du fer. Éditions François Hazan, 2007. ISBN 9782850259937.
- Jean-Paul Demoule. les origines de la culture. La révolution néolithique. Collège de la cité. Éditions Le Pommier, 2008. ISBN 9782746504004.
- Jean-Paul Demoule, Sophie Desenne et Claudine Pommepuy. La nécropole gauloise de Bucy-le-Long, 2009.
- Jean-Paul Demoule et Christian Landes. La fabrique de l'archéologie. Éditions La Découverte, octobre 2009.ISBN 9782707158826.
- Jean-Paul Demoule. On a retrouvé l'histoire de France: comment l'archéologie raconte nôtre passé. Éditions Robert Laffont, 15 mars 2012.
- Jean-Paul Demoule. Mais où sont passés les indo-européens. Le mythe d'origine de l'Occident. Éditions du Seuil, 2014. ISBN  9782757865910.
- Jean-Paul Demoule. Les dix millénaires oubliés qui ont fait l'histoire: quand on inventa l'agriculture, la guerre et les chefs. Fayard, 27 septembre 2017, 320. ISBN 978-2213677576.